# Nora Bayes

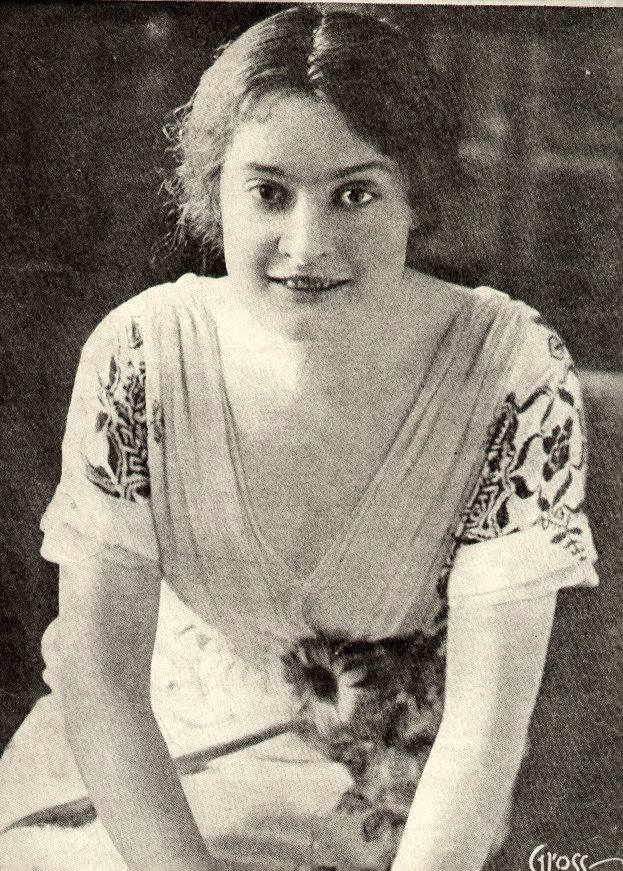
Nora Bayes um 1912

Nora Bayes (* 29. November 1880 in Joliet, Illinois, USA; † 19. März 1928 in Brooklyn, New York City, New York) war eine US-amerikanische Sängerin.

## Leben und Wirken
Bayes’ eigentlicher Name war Eleanor „Dora“ Goldberg. Mit siebzehn Jahren heiratete sie ihren ersten Mann, Otto Gressing. Sie begann ihre Vaudeville-Karriere in Chicago, zog dann nach San Francisco und 1901 nach New York, wo sie ihr eigenes Theater, das Nora Bayes Theatre, gründete. Bayes war fünfmal verheiratet. Ihr bekanntestes Lied, Shine On, Harvest Moon, entstand in Zusammenarbeit mit ihrem zweiten Mann, Jack Norworth, mit dem sie von 1908 bis 1913 verheiratet war. Es wurde in die Ziegfeld Follies of 1908 aufgenommen und auch später vielfach aufgeführt und aufgenommen, seltsamerweise aber nie mehr von Nora Bayes und Jack Norworth zusammen, die diesen Versuch nur 1910 einmal gestartet hatten. Nora Bayes starb an Krebs und wurde auf dem Woodlawn Cemetery in der Bronx begraben.
1944 wurde ihr Leben von Warner Brothers unter dem Titel Shine On, Harvest Moon mit Ann Sheridan verfilmt. Der Film gilt nicht als besonders realitätsnah, bringt aber viele der Lieder, die Bayes berühmt gemacht hatten.